# Baiba Bendika
Baiba Bendika, född 27 juni 1991 i Cēsis i Lettland, är en lettisk skidskytt.
År 2011 gjorde Bendika debut i världscupen i skidskytte. Under världscupsäsongen 2015–16 gjorde hon sitt personbästa och hamnade på en 5te plats i 7,5 km sprint i Canmore. Det var första gången hon fick världscupspoäng. Redan veckan efter i Presque Isle slutade hon på en 15de plats i 7,5 km sprint och 13 på 10 km jaktstart.
Hon deltog i vinter-OS 2022 i damernas sprint och i damernas stafett.

## Resultat
Baiba Bendika och Andrejs Rastorgujevs använde nio reservskott i BMW IBU World Cup placerad i Nové Město na Moravě, och tog tredjeplatsen i Single Mixed Stafetten och en första pallplats i stafett någonsin för Lettland.
| Säsong  | Individuell | Individuell | Sprint | Sprint    | Jaktstart | Jaktstart | Massstart | Massstart | Total | Total     |
| Säsong  | Poäng       | Placering   | Poäng  | Placering | Poäng     | Placering | Poäng     | Placering | Poäng | Placering |
| ------- | ----------- | ----------- | ------ | --------- | --------- | --------- | --------- | --------- | ----- | --------- |
| 2011–12 | —           | —           | —      | —         | —         | —         | —         | —         | —     | —         |
| 2012–13 | —           | —           | —      | —         | —         | —         | —         | —         | —     | —         |
| 2014–15 | —           | —           | —      | —         | —         | —         | —         | —         | —     | —         |
| 2015–16 | —           | —           | 70     | 38        | 35        | 51        | 18        | 43        | 123   | 49        |
| 2016–17 | 6           | 65          | —      | —         | 39        | 49        | —         | —         | 45    | 69        |
| 2017–18 | 43          | 16          | 25     | 63        | 10        | 69        | 4         | 49        | 82    | 55        |
| 2018–19 | 43          | 24          | 61     | 44        | 18        | 64        | 8         | 45        | 130   | 46        |
| 2019–20 | 33          | 32          | 85     | 34        | 86        | 20        | 23        | 38        | 227   | 32        |
|         |             |             |        |           |           |           |           |           |       |           |

| Säsong  | Placering | Plats                | Gren                     |
| ------- | --------- | -------------------- | ------------------------ |
| 2022–23 | 3         | Nové Město na Moravě | Singel mix-stafett (W+M) |
| 2015–16 | 5         | Canmore              | 7,5 km sprint            |
| 2018–19 | 5         | Pokljuka             | 15 km individuell        |
| 2021–22 | 9         | Hochfilzen           | 7,5 km sprint            |
| 2017–18 | 10        | Ruhpolding           | 15 km individuell        |
| 2018–19 | 12        | Pokljuka             | 7,5 km sprint            |
| 2015–16 | 13        | Presque Isle         | 10 km jaktstart          |
| 2021–22 | 13        | Oslo                 | 7,5 km sprint            |
| 2021–22 | 14        | Östersund            | 7,5 km sprint            |
| 2015–16 | 15        | Presque Isle         | 7,5 km sprint            |
| 2019–20 | 15        | Kontiolahti          | 7,5 km sprint            |